# Tantilla cucullata
Tantilla cucullata là một loài rắn trong họ Rắn nước. Loài này được Minton mô tả khoa học đầu tiên năm 1956.